# POLR2H
POLR2H‏ (RNA polymerase II subunit H) هوَ بروتين يُشَفر بواسطة جين POLR2H في الإنسان.